# DF-480
DF-480 é uma rodovia diagonal do Distrito Federal, sob administração da respectiva unidade federativa.
É a principal ligação entre Gama e Plano Piloto. Ela termina no ponto conhecido como "Balão do Gama", que é o atual Viaduto do Periquito. 
Além disso, a rodovia recebeu o nome de Avenida dos Estados, de acordo com o Plano Diretor Local (PDL) do Gama, aprovado por meio da Lei Complementar nº 728 de 18 de agosto de 2006, retificado pelo Decreto nº 32.614 de 17 de dezembro de 2010.
1. ↑  «Mais duas cidades vão transformar pistas em ruas de lazer». agenciabrasilia.df.gov.br. Consultado em 1 de dezembro de 2024
2. ↑  «LEI COMPLEMENTAR Nº 728, DE 18 DE AGOSTO DE 2006...». dflegis.df.gov.br. Consultado em 1 de dezembro de 2024